# La Unión Peneya
La Unión Peneya, es un centro poblado del departamento colombiano del Caquetá, bajo jurisdicción del municipio de La Montañita. 

## Toponimia
El nombre de la Unión Peneya se dio por consenso de los colonos, quienes resaltaron la unión de todos por construir futuro para sus familias y por estar a la orilla del río Peneya, en el sitio donde muy poco se inundaba de las crecientes.

## Historia
Este centro poblado nace el 1 de noviembre de 1965. La Unión Peneya tuvo su prosperidad en los años 80, cuando con la bonanza de la coca muchos campesinos cambiaron sus cultivos.
El centro poblado estuvo deshabitado tres años, hasta que algunos de sus pobladores, que habían sido desplazados decidieron regresar y lo hicieron en el 2007.
En el año 2009 recibimos el XI Premio Nacional de Paz por ser un ejemplo de paz y por lograr reconstruir lo que habíamos perdido en la noche del 3 de enero de 2004, cuando los habitantes de La Unión Peneya abandona sus casas por temor a las represalias y por la estigmatización sistemática de ser considerados como el “bastión de las Farc-Ep” y por los crecientes anuncios de la llegada de los paramilitares, sumado a la tortura y asesinatos del dueño de la droguería nacho y otro civil.